# Urszula Kielan
Urszula Kielan-Lipiec (Polonia, 10 de octubre de 1960) es una atleta polaca retirada, especializada en la prueba de salto de altura en la que llegó a ser subcampeona olímpica en 1980.

## Carrera deportiva
En los JJ. OO. de Moscú 1980 ganó la medalla de plata en el salto de altura, con un salto de 1.94 metros, tras la italiana Sara Simeoni (oro con 1.97 m) y por delante de la Jutta Kirst (bronce también con 1.94 m pero en más intentos).